# St. Leonhard (Froschhausen)

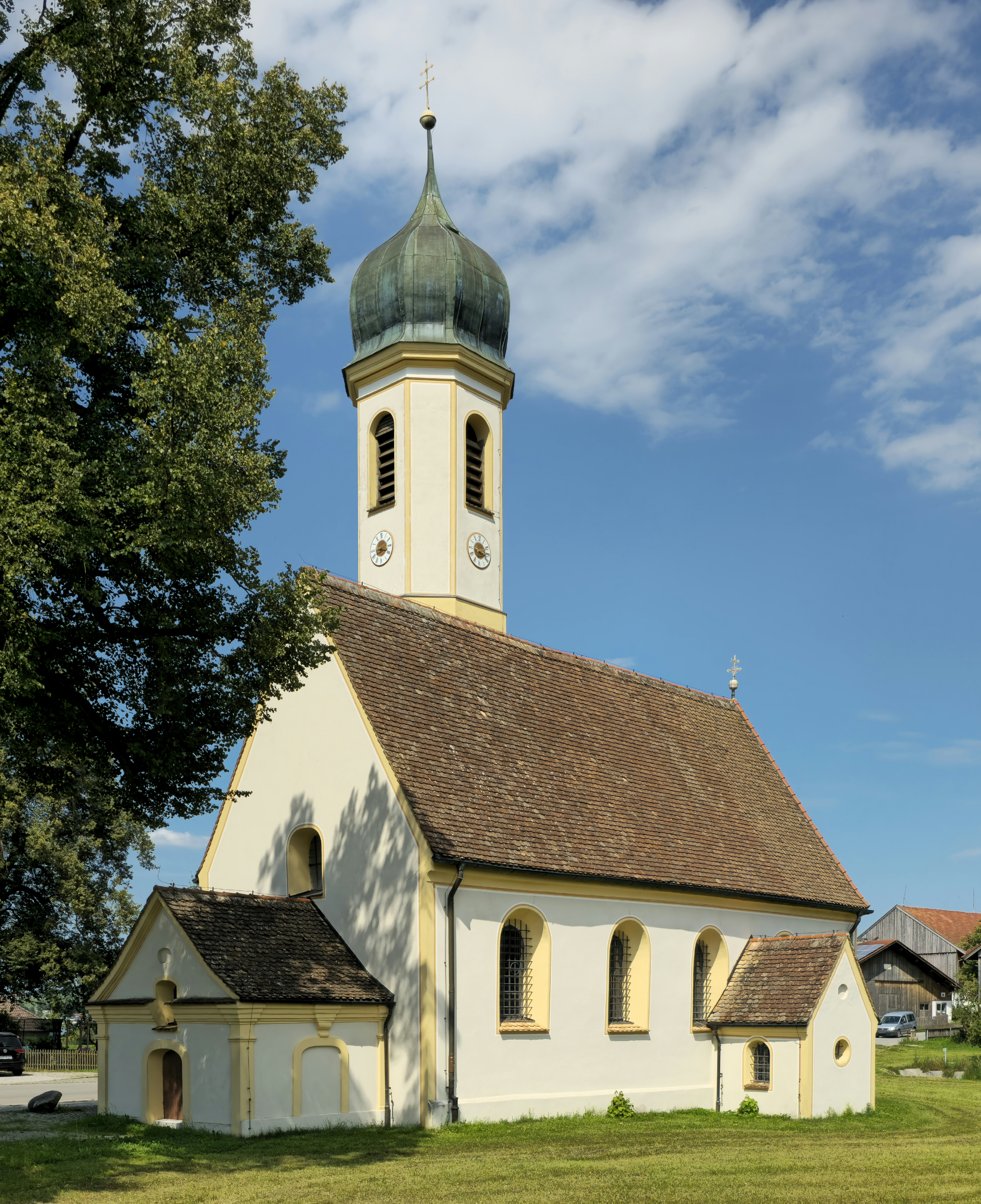
St. Leonhard von Südwesten

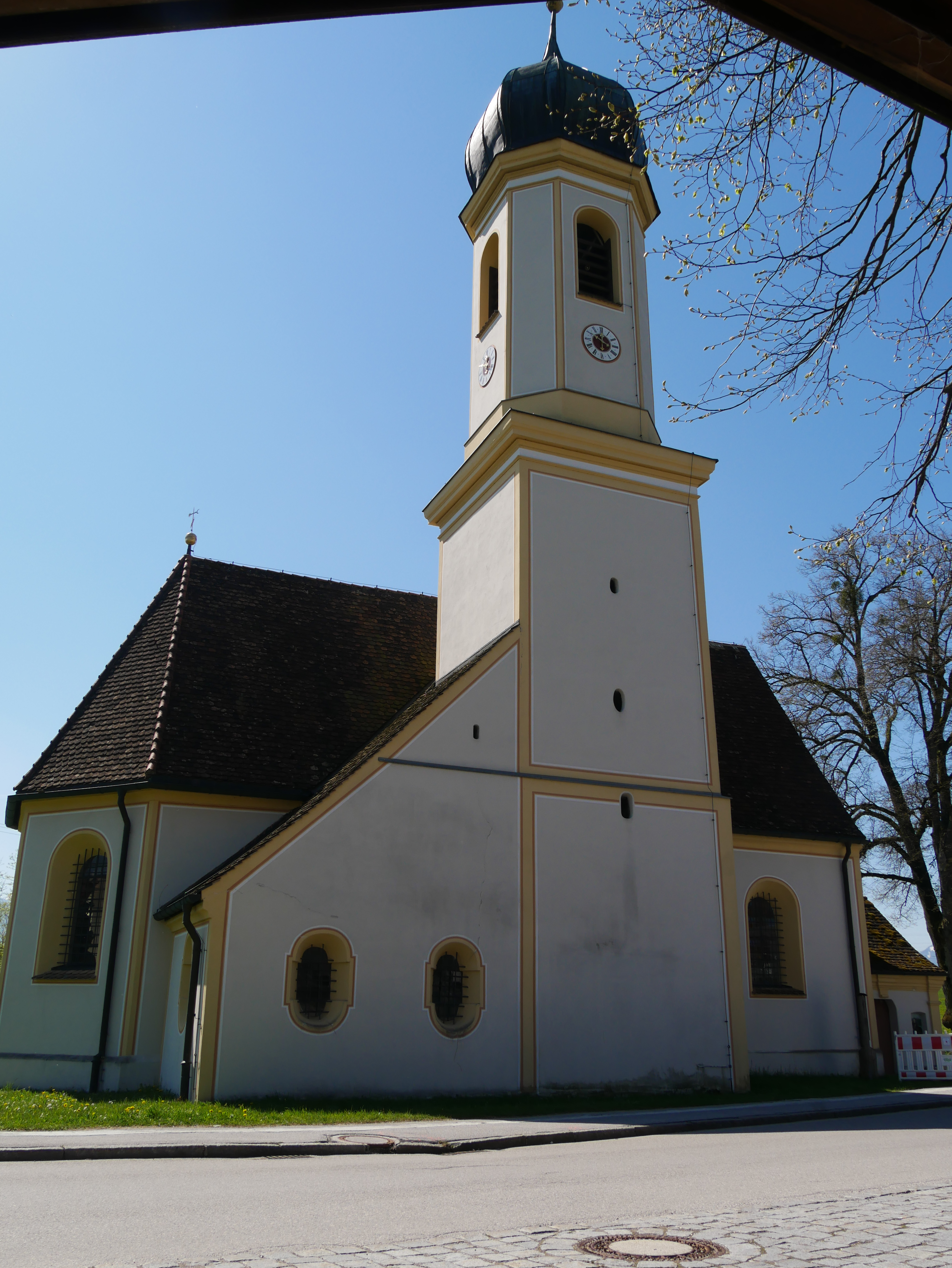
St. Leonhard von Norden

Die römisch-katholische Wallfahrtskirche St. Leonhard steht im Murnauer Ortsteil Froschhausen im oberbayerischen Landkreis Garmisch-Partenkirchen. Das denkmalgeschützte Gotteshaus gehört als Teil der Pfarrei St. Nikolaus Murnau zum Dekanat Benediktbeuern im Bistum Augsburg. Die Adresse lautet Riegseer Straße 4.

## Geschichte
Die schriftliche Ersterwähnung der Kirche stammt aus dem Jahr 1446, die Bauzeit liegt aber vermutlich davor. Der Kern der heutigen Kirche ist wohl noch spätgotisch. Barockisierungen erfolgten 1631 und um 1670, im Jahr 1786 wurde die Kirche im Stil des Spätrokoko neu ausgestaltet. Der Turm wurde 1730 neu erbaut, zusammen mit einem Anbau mit Empore.
Um den 6. November (Gedenktag des hl. Leonhard) führt von Murnau aus eine Leonhardifahrt zur Froschhauser Leonhardikirche.

## Beschreibung und Ausstattung

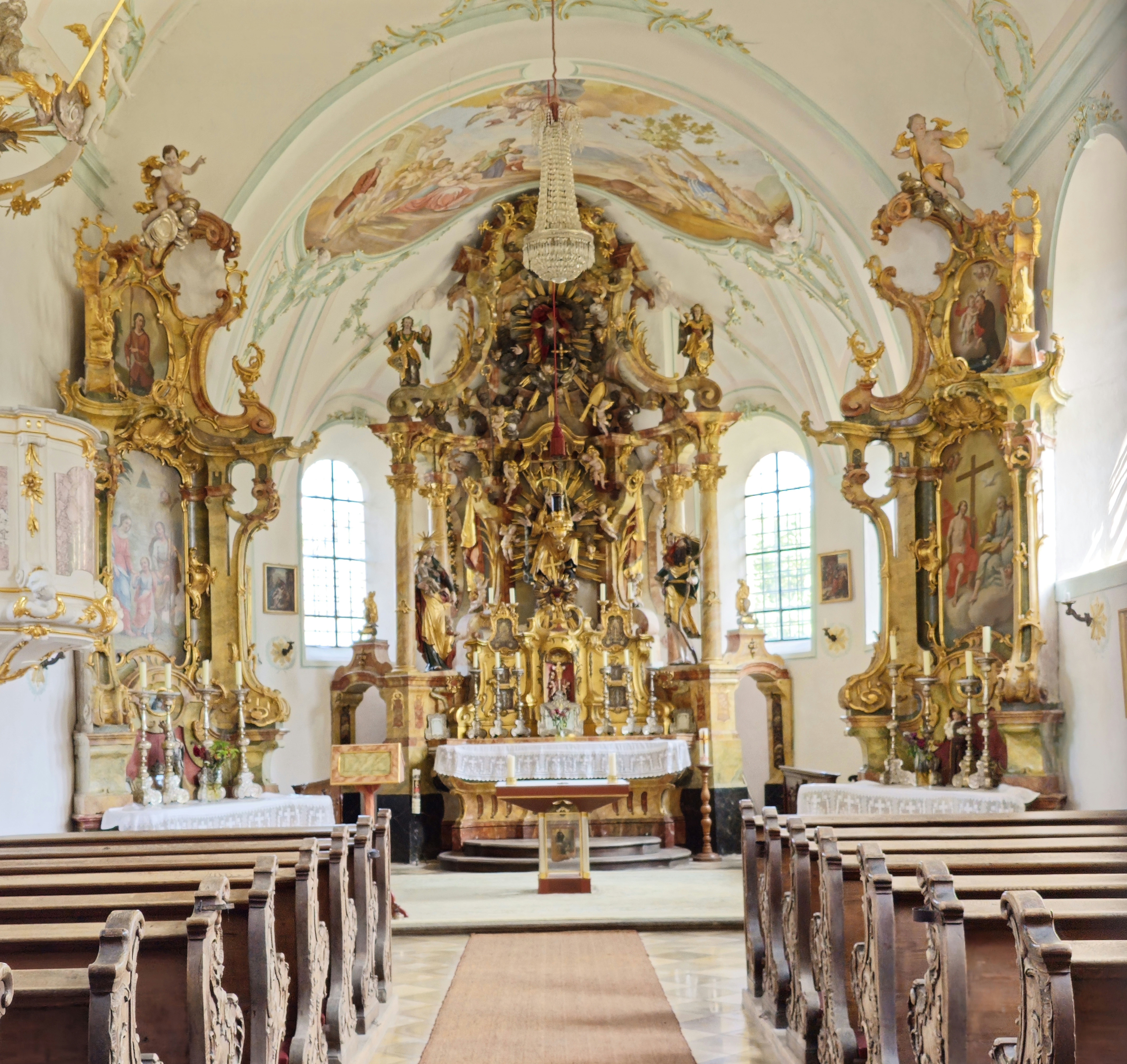
Innenansicht

Linke Seite des Langhauses mit Kanzel und Votivtafeln

An die barockisierte Saalkirche ist nördlich der Zwiebelturm angeschlossen. Der Chor ist etwas eingezogen.
Der Hochaltar zeigt zentral eine Figur des Kirchenpatrons Leonhard mit Heiligenschein unter einem Baldachin. Im Altarauszug befindet sich eine Darstellung von Gott Vater. Im Kirchenschiff sind zahlreiche Votivtafeln angebracht, darunter mehrere Hinterglasmalereien.

### Orgel
Die Orgel wurde um 1796 mit fünf Registern auf einem Manual und angehängtem Pedal gebaut. 1997 erfolgte ein Umbau durch Riegner & Friedrich, die das Gamba-Register erneuerten, eine Quint hinzufügten und das Instrument nach Kirnberger III stimmten. Die Orgel weist nun folgende Disposition auf:
| Manual C–c3 |       |
| Gedeckt     | 8′    |
| Gamba       | 8′    |
| Principal   | 4′    |
| Flöte       | 4′    |
| Octav       | 2′    |
| Quint       | 1 ⁄2′ |

| Pedal C–a |
| angehängt |